# Zabrđe (miasto Novi Pazar)
Zabrđe (cyr. Забрђе) – wieś w Serbii, w okręgu raskim, w mieście Novi Pazar. W 2011 roku liczyła 41 mieszkańców.